# Megáll az idő
Megáll az idő (en hongarès, Temps en suspens) és una pel·lícula dramàtica hongaresa del 1982 sobre dos germans i la dona que tots dos estimen, tots vivint en Budapest durant l'aixecament de 1956. És protagonitzada per István Znamenák, Henrik Pauer, Sándor Sőth, Anikó Iván i Lajos Őze i va ser dirigida per Péter Gothár.
Popular entre el públic i la crítica, va guanyar el Premi de la Joventut en Festival Internacional de Cinema de Canes, el Premi del Cercle de Crítics de Cinema de Nova York a la Millor Pel·lícula en Llengua Estrangera i el premi al Millor Director al Festival Internacional de Cinema de Tòquio. La pel·lícula també va ser seleccionada com l'entrada hongaresa al Millor Pel·lícula en Llengua Estrangera als Premis Oscar de 1982, però no va ser acceptada com nominada. La pel·lícula va ser triada per a formar part de New Budapest Twelve, una llista de pel·lícules hongareses considerades les millors del 2000.

## Repartiment
- Anikó Iván com Szukics Magda
- István Znamenák com Dini
- Péter Gálfy com Wilman Péter, "Vilma"
- Henrik Pauer com Gábor
- Sándor Sőth com Pierre
- Ágnes Kakassy com Anya
- Lajos Öze com Bodor
- Pál Hetényi com Apa